# Tyszowce (gemeente)
De gemeente Tyszowce is een stad- en landgemeente in het Poolse woiwodschap Lublin, in powiat Tomaszowski (Lublin).
De zetel van de gemeente is in Tyszowce.
Op 30 juni 2004 telde de gemeente 6438 inwoners.

## Oppervlakte gegevens
In 2002 bedroeg de totale oppervlakte van gemeente Tyszowce 129,48 km², waarvan:
- agrarisch gebied: 81%
- bossen: 11%

De gemeente beslaat 8,71% van de totale oppervlakte van de powiat.

## Demografie
Stand op 30 juni 2004:
| Omschrijving                   | Totaal | Totaal | Vrouwen | Vrouwen | Mannen | Mannen |
| ------------------------------ | ------ | ------ | ------- | ------- | ------ | ------ |
| eenheid                        | aantal | %      | aantal  | %       | aantal | %      |
| inwoners                       | 6438   | 100    | 3274    | 50,9    | 3164   | 49,1   |
| bevolkingsdichtheid (inw./km²) | 49,7   | 49,7   | 25,3    | 25,3    | 24,4   | 24,4   |

In 2002 bedroeg het gemiddelde inkomen per inwoner 1095,94 zł.

## Administratieve plaatsen (sołectwo)
Czartowiec, Czartowiec-Kolonia, Czartowczyk, Czermno, Kazimierówka, Klątwy, Lipowiec, Marysin, Mikulin, Niedźwiedzia Góra, Perespa, Podbór, Przewale, Rudka, Soból, Wakijów, Wojciechówka, Zamłynie.

## Overige plaatsen
Czermieniec, Dębina, Drążaki, Gołaicha, Gwoździak, Jurdyka, Kaliwy, Kolonia, Kolonia Czartowczyk, Kolonia Czermno, Kolonia Mikulin, Kolonia Niedźwiedzia Góra, Kolonia Nowa-Czermno, Kolonia Przewale, Kątek, Linia Dolna, Linia Górna, Majdan, Nowa Wieś, Nowinki, Perespa-Kolonia, Pierwszaki, Pod Polami, Podgórze, Stara Wieś, Świdowatka, Trzeciaki, Wólka, Wygon, Za Graniczką, Zaława, Zielone.

## Aangrenzende gemeenten
Komarów-Osada, Łaszczów, Miączyn, Mircze, Rachanie, Werbkowice